# Municipio de Mount Pisgah
El municipio de Mount Pisgah (en inglés: Mount Pisgah Township) es un municipio ubicado en el condado de White en el estado estadounidense de Arkansas. En el año 2010 tenía una población de 106 habitantes y una densidad poblacional de 5,04 personas por km².

## Geografía
El municipio de Mount Pisgah se encuentra ubicado en las coordenadas 35°19′14″N 91°51′0″O / 35.32056, -91.85000. Según la Oficina del Censo de los Estados Unidos, el municipio tiene una superficie total de 21.04 km², de la cual 21,04 km² corresponden a tierra firme y (0 %) 0 km² es agua.

## Demografía
Según el censo de 2010, había 106 personas residiendo en el municipio de Mount Pisgah. La densidad de población era de 5,04 hab./km². De los 106 habitantes, el municipio de Mount Pisgah estaba compuesto por el 95,28 % blancos, el 2,83 % eran afroamericanos y el 1,89 % eran de una mezcla de razas. Del total de la población el 0 % eran hispanos o latinos de cualquier raza.